# Nipponapterocis
Nipponapterocis is een geslacht van kevers in de familie houtzwamkevers (Ciidae).

## Soorten
- N. brevis Miyatake, 1954
- N. hirsutus Kawanabe, 1995
- N. inermis Kawanabe, 1995